# Dorema
- Commons
- Wikispecies

Dorema é um género botânico pertencente à família Apiaceae.